# Гута (Рипінський повіт)
Гута (пол. Huta, нім. Weghütte) — село в Польщі, у гміні Роґово Рипінського повіту Куявсько-Поморського воєводства.
Населення — 134 особи (2011).
У 1975-1998 роках село належало до Влоцлавського воєводства.

## Демографія
Демографічна структура станом на 31 березня 2011 року:
|          | Загалом | Допрацездатний вік | Працездатний вік | Постпрацездатний вік |
| -------- | ------- | ------------------ | ---------------- | -------------------- |
| Чоловіки | 72      | 14                 | 50               | 8                    |
| Жінки    | 62      | 15                 | 32               | 15                   |
| Разом    | 134     | 29                 | 82               | 23                   |